# Лафайет Парк
Лафайет Парк (на английски: Lafayette Park) e малък парк в Сан Франциско, Калифорния, САЩ. Лафайет Парк се намира в кв. „Пасифик Хайтс“. Паркът е обграден от улиците „Вашингтон“ (Washington), улица „Сакраменто“ (Sacramento), „Гоу“ (Gough) и „Лагуна“ (Laguna).
В Лафайет Парк има условия за пикник, разходки на кучета, също има и детска площадка и тенис корт. Лафайет Парк се намира на хълм и има гледки към други части на Сан Франциско. Паркът е разположен в жилищен район и на няколко пряки около него има само къщи. Тъй като „Пасифик Хайтс“ е доста престижен квартал, голяма част от сградите са добре поддържани и района около парка също е приятен за разходки.